# Antonio Plazibat
Antonio Plazibat (12 de diciembre de 1993) es un kickboxer croata que actualmente compite en la categoría de peso pesado de Glory. Plazibat fue el ganador del torneo de peso semipesado de FFC Futures de 2014, el ganador del Grand Prix de Peso Pesado de WGP K-1 de 2017 y el ex-Campeón de Peso Pesado de K-1. Desde enero de 2023, está posicionado como el segundo mejor kickboxer de peso pesado del mundo por Combat Press. Combat Press lo ha rankeado en el top 10 de peso pesado continuamente desde agosto de 2021.
En el nivel amateur, Plazibat fue un tres veces campeón nacional, habiendo ganado los Campeonatos de Kickboxing de Croacia consecutivamente entre 2015 y 2017. Plazibat ganó medallas en los torneos nacionales y continentales de WAKO, habiendo ganado la medalla de plata en los Campeonatos Mundiales de WAKO de 2015 y la medalla de oro en los Campeonatos Europeos de 2018.

## Carrera de Kickboxing

### ONE Championship
Luego de perder en su primera defensa del título de K-1, Plazibat firmó con ONE Championship. Hizo su debut en la prmoción contra Sergej Maslobojev el 12 de mayo de 2018, en ONE Championship: Grit and Glory. La pelea era una revancha de su pelea del 19 de febrero de 2016, en la que Maslobojev le dio a Plazibat su primera derrota profesional. Maslobojev ganó la pelea por decisión unánime.
Plazibat enfrentó a Michal Turynski por el título de Low Kick de peso Súper Crucero de WAKO Pro el 24 de noviembre de 2018, en Memorijal Ludviga Lutka Pavlovica. Plazibat ganó la pelea por KO en el tercer asalto.

### GLORY

#### 2020
Plazibat estaba programado para enfrentar al ex-campeón de peso pesado de Enfusion Levi Rigters en los cuartos de final de un torneo de peso pesado de cuatro hombres, el cual se llevaría a cabo el 7 de noviembre de 2020, en Glory 76: Rotterdam . El 7 de octubre de 2020, las peleas fueron modificadas, Plazibat fue reprogramado para enfrentar a Nordine Mahieddine, mientras que Rigters fue reprogramado para enfrentar a Jahfarr Wilnis. El evento completo fue luego pospuesto cuando Badr Hari, que estaba programado para pelear en el evento estelar, contrajiera COVID-19. El evento fue reprogramado para el 19 de diciembre de 2020. Plazibat perdió la pelea de los cuartos de final por decisión dividida, luego de un asalto extra. Recibió un knockdown en el primer asalto, pero manejó para ganar el segundo y tercer asalto, lo que llevó al asalto extra.

#### 2021
Luego de su primera derrota en Glory, Plazibat estaba programado para enfrentar al debutante Tarik Khbabez el 30 de enero de 2021, en Glory 77. Plazibat luego declaró que se le había ofrecido una pelea, pero rechazó la pelea por lesiones en su mano derecha. Fue reprogramado para enfrentar a Tarik Khbabez el 4 de septiembre de 2021, en Glory 78: Arnhem. Ganó la pelea por KO en el segundo asalto.
Plazibat estaba programado para enfrentar al debutante James McSweeney el 23 de octubre de 2021, en Glory: Collision 3. El 8 de octubre, Glory reprogramó varias peleas de peso pesado debido al retiro de Overem del evento. Por ello, Plazibat fue reprogramado para enfrentar al rankeado #2 de peso pesado de Glory Benjamin Adegbuyi. Plazibat ganó la pelea por KO en el segundo asalto.

#### 2022
Plazibat está programado para enfrentar a Tarik Khbabez en una revancha el 14 de mayo de 2022, en Glory 80 Studio. Plazibat ganó la pelea por KO en el tercer asalto. En una entrevista posterior a la pelea se reveló que Plazaibat había sufrido un desgarro de ligamento durante la pelea.
El 7 de julio de 2022, se reveló que Plazibat enfrentaría al ganador de Benjamin Adegbuyi y Jamal Ben Saddik, que se llevaría a cabo en Glory 81, por el Campeonato Interino de Peso Pesado de Glory. El 1 de septiembre, Glory reveló que la pelea no se llevaría a cabo, ya que Plazibat y Ben Saddik rechazaron el enfrentarse.
Plazibat enfrentó al dos veces finalista del Grand Prix de K-1 Raul Cătinaș en el evento estelar el 19 de noviembre de 2022, en Glory 82. Plazibat ganó la pelea por KO en el primer asalto.

#### 2023
Durante una conferencia de prensa de Glory el 12 de enero de 2023, se confirmó por Glory que Plazibat enfrentaría a Rico Verhoeven por el Campeonato de Peso Pesado de Glory. Aunque la pelea estaba inicialmente programada para el primer trimestre del año, se pospuso luego de que Verhoeven sufriera una lesión de rodilla en el entrenamiento. Plazibat en su lugar enfrentaría a Kevin Tariq Osaro, ganador del Torneo de Peso Pesado de Glory, por el Campeonato Interino de Peso Pesado de Glory el 17 de junio de 2023, en Glory: Collision 5. Luego de sufrir una rotura de brazo en el primer asalto, perdió la pelea por nocaut en el quinto asalto.

## Vida personal
Plazibat está comprometido con su novia de mucho tiempo Martina Dulčić. Plazibat tiene un hijo, nacido en 2017. Es católico. Plazibat tiene su propio canal de YouTube.

## Campeonatos y logros

### Profesional
- Final Fight Championship
  - Ganador del torneo de -91 kg de Peso Semipesado de Kickboxing de FFC Futures de 2014
- K-1
  - Campeonato de -100 kg de Peso Pesado de K-1[41]
  - Ganador del Grand Prix de -100 kg de Peso Pesado de K-1 de 2017[41]
- World Association of Kickboxing Organizations
  - Campeonato de +94.2 kg de Peso Súper Peado de Low Kick de WAKO Pro de 2018[42]

### Premios
- Liverkick.com
  - Nocaut del Año 2017 (vs. Makoto Uehara)[43]
- Glory
  - Debutante del Año 2019[44]
  - Pelea del Año 2019 (vs. Tomáš Možný)[45]
  - Peleador con la Mayor Mejoría del Año 2021[46]
  - Nocaut del Año 2022 (vs. Raul Catinas)[47]
  - Peleador del Año 2022[48]

## Récord en Kickboxing
| Récord en Kickboxing (Incompleto)                                                                           | Récord en Kickboxing (Incompleto) | Récord en Kickboxing (Incompleto) | Récord en Kickboxing (Incompleto)                                           | Récord en Kickboxing (Incompleto) | Récord en Kickboxing (Incompleto)   | Récord en Kickboxing (Incompleto) | Récord en Kickboxing (Incompleto) | Récord en Kickboxing (Incompleto) |
| --- | --------------------------------- | --------------------------------- | --------------------------------------------------------------------------- | --------------------------------- | ----------------------------------- | --------------------------------- | --------------------------------- | --------------------------------- |
| 22 Victorias (16 (T)KOs), 5 Derrotas (2 (T)KOs)                                                             |                                   |                                   |                                                                             |                                   |                                     |                                   |                                   |                                   |
| Fecha | Resultado                         | Oponente                          | Evento                                                                      | Localización                      | Método                              | Ronda                             | Tiempo                            | Récord                            |
| 17-06-2023                                                                                                  | Derrota                           | Kevin Tariq Osaro                 | Glory: Collision 5                                                          | Róterdam, Países Bajos            | KO (Golpes)                         | 5                                 | 2:08                              | 22–5                              |
| Por el Campeonato Interino de Peso Pesado de Glory.                                                         |                                   |                                   |                                                                             |                                   |                                     |                                   |                                   |                                   |
| 2022-11-19                                                                                                  | Victoria                          | Raul Cătinaș                      | Glory 82                                                                    | Bonn, Alemania                    | KO (Golpes)                         | 1                                 | 1:40                              | 22–4                              |
| 2022-05-14                                                                                                  | Victoria                          | Tarik Khbabez                     | Glory 80 Studio                                                             | Netherlands                       | KO (Golpes)                         | 3                                 | 0:52                              | 21–4                              |
| 2021-10-23                                                                                                  | Victoria                          | Benjamin Adegbuyi                 | Glory: Collision 3                                                          | Arnhem, Países Bajos              | KO (Golpes)                         | 2                                 | 0:24                              | 20–4                              |
| 2021-09-04                                                                                                  | Victoria                          | Tarik Khbabez                     | Glory 78: Arnhem                                                            | Arnhem, Países Bajos              | KO (Golpes)                         | 2                                 | 2:14                              | 19–4                              |
| 2020-12-19                                                                                                  | Derrota                           | Nordine Mahieddine                | Glory 76: Rotterdam, Tournament Semi Final                                  | Róterdam, Países Bajos            | Decisión (Dividida) en Asalto Extra | 4                                 | 3:00                              | 18–4                              |
| 2019-12-21                                                                                                  | Victoria                          | Jahfarr Wilnis                    | Glory Collision 2                                                           | Arnhem, Países Bajos              | Decisión (Dividida)                 | 3                                 | 3:00                              | 18–3                              |
| 2019-10-12                                                                                                  | Victoria                          | Tomáš Možný                       | Glory 69: Düsseldorf                                                        | Düsseldorf, Alemania              | Decisión (Unánime)                  | 3                                 | 3:00                              | 17–3                              |
| 2019-06-22                                                                                                  | Victoria                          | Nordine Mahieddine                | Glory 66: Paris                                                             | París, Francia                    | Decisión (Unánime)                  | 3                                 | 3:00                              | 16–3                              |
| 2018-11-24                                                                                                  | Victoria                          | Michal Turynski                   | Memorijal Ludviga Lutka Pavlovica                                           | Ljubuški, Bosnia y Herzegovina    | KO (Derecha Recta)                  | 3                                 | N/A                               | 15–3                              |
| Ganó el Campeonato de +94.2 kg de Low Kick de WAKO Pro.                                                     |                                   |                                   |                                                                             |                                   |                                     |                                   |                                   |                                   |
| 2018-05-12                                                                                                  | Derrota                           | Sergej Maslobojev                 | ONE Championship: Grit and Glory                                            | Yakarta, Indonesia                | Decisión (Unánime)                  | 3                                 | 3:00                              | 14–3                              |
| 2018-03-21                                                                                                  | Derrota                           | Roel Mannaart                     | K-1 World GP 2018: K'FESTA.1                                                | Saitama, Japón                    | Decisión (Unánime)                  | 3                                 | 3:00                              | 14–2                              |
| Perdió el Campeonato de Peso Pesado (-100 kg) de K-1.                                                       |                                   |                                   |                                                                             |                                   |                                     |                                   |                                   |                                   |
| 2017-11-23                                                                                                  | Victoria                          | Ibrahim El Bouni                  | K-1 World GP 2017 Japan Heavyweight Championship Tournament, Final          | Saitama, Japón                    | Decisión (Unánime)                  | 3                                 | 3:00                              | 14–1                              |
| Ganó el Grand Prix de Peso Pesado (-100 kg) de K-1 de 2017 y el Campeonato de Peso Pesado (-100 kg) de K-1. |                                   |                                   |                                                                             |                                   |                                     |                                   |                                   |                                   |
| 2017-11-23                                                                                                  | Victoria                          | Makoto Uehara                     | K-1 World GP 2017 Japan Heavyweight Championship Tournament, Semi Finals    | Saitama, Japón                    | KO (Rodillazo Volador)              | 1                                 | 2:09                              | 13–1                              |
| 2017-11-23                                                                                                  | Victoria                          | K-Jee                             | K-1 World GP 2017 Japan Heavyweight Championship Tournament, Quarter Finals | Saitama, Japón                    | KO (Gancho Izquierdo al Cuerpo)     | 1                                 | 1:40                              | 12–1                              |
| 2017-08-26                                                                                                  | Victoria                          | Liang Jie                         | SUPERKOMBAT World Grand Prix III 2017                                       | Shenzhen, China                   | Decisión (Unánime)                  | 3                                 | 3:00                              | 11–1                              |
| 2016-09-10                                                                                                  | Victoria                          | Frank Muñoz                       | W5 European League XXXVI                                                    | Zvolen, Eslovaquia                | Decisión (Unánime)                  | 3                                 | 3:00                              | 10–1                              |
| 2016-08-06                                                                                                  | Victoria                          | Dănuț Hurduc                      | SUPERKOMBAT World Grand Prix IV 2016                                        | Comănești, Rumania                | Decisión (Unánime)                  | 3                                 | 3:00                              | 9–1                               |
| 2016-07-02                                                                                                  | Victoria                          | Bogdan Stoica                     | Respect World Series 2                                                      | Londres, Inglaterra               | TKO (Lesión de Pierna)              | 2                                 | N/A                               | 8–1                               |
| 2016-02-19                                                                                                  | Derrota                           | Sergej Maslobojev                 | FFC22: Athens                                                               | Atenas, Grecia                    | TKO (Corte)                         | 2                                 | 3:00                              | 7–1                               |
| 2015-09-18                                                                                                  | Victoria                          | Daniel Škvor                      | FFC 19 - Linz                                                               | Linz, Austria                     | TKO (3 Knockdowns)                  | 2                                 | 2:42                              | 7–0                               |
| 2015-03-13                                                                                                  | Victoria                          | Bojan Džepina                     | FFC 7: Poturak vs. Munoz                                                    | Sarajevo, Bosnia y Herzegovina    | TKO (Paro del Réferi)               | 3                                 | 2:14                              | 6–0                               |
| 2014-12-20                                                                                                  | Victoria                          | Mitar Dugalić                     | FFC 17 Futures Super Finals, Final                                          | Opatija, Croacia                  | KO (Derecha Recta)                  | 3                                 | 0:44                              | 5–0                               |
| Ganó el Torneo de Peso Semipesado (-91 kg) de Kickboxing de FFC Futures.                                    |                                   |                                   |                                                                             |                                   |                                     |                                   |                                   |                                   |
| 2014-12-20                                                                                                  | Victoria                          | Stipe Stipetić                    | FFC 17 Futures Super Finals, Semi Finals                                    | Opatija, Croacia                  | TKO                                 | 2                                 | 1:42                              | 4–0                               |
| 2014-11-29                                                                                                  | Victoria                          | Franci Grajš                      | International Muay Thai League (-91 kg)                                     | Novo Mesto, Eslovenia             | Decisión (Unánime)                  | 3                                 | 3:00                              | 3–0                               |
| 2014-08-22                                                                                                  | Victoria                          | Simon Krizmanić                   | Trojan Fight Night 2                                                        | Pula, Croacia                     | Decisión (Mayoritaria)              | 3                                 | 2:00                              | 2–0                               |
| 2013-08-04                                                                                                  | Victoria                          | Marko Vidović                     | Oluja u Ringu 5                                                             | Knin, Croacia                     | KO (Patada a la Cabeza)             | 3                                 | N/A                               | 1–0                               |
| Debut profesional.                                                                                          |                                   |                                   |                                                                             |                                   |                                     |                                   |                                   |                                   |